# Střítež (Třebíč)
Střítež é uma comuna checa localizada na região de Vysočina, distrito de Třebíč.